# Jumbobog
Jumbobog er en tegneserie-udgivelse i pocketbog-format med Disney-figurer som Anders And og Mickey Mouse. Det første bind blev udgivet 1. juni 1968 af Gutenberghus, der senere skiftede navn til Egmont Serieforlaget. Pr. marts 2025 er der udgivet 552jumbobøger på dansk. Jumbobøgerne udgives med tilsvarende indhold på tysk (Lustiges Taschenbuch), nederlandsk (Donald Duck Pocket), norsk (Donald Pocket) og svensk (Kalle Ankas Pocket).

## Historie
Ideen med at udgive tegneserier i pocketformatet kom fra Gutenberghus' samarbejdspartner, Mondadori, som producerede og udgav pocketserien I Classici Disney med italiensk producerede serier. Da Gutenberghus' tyske lillebror, Ehapa Verlag, begyndte at sende oversatte versioner af denne pocket på gaden, og den viste sig at være en succes, var man på det danske forlag ikke sene til at gøre tyskerne kunsten efter. Allerede et års tid efter at Ehapa havde sendt den første Lustiges Taschenbuch på gaden, kunne man finde den første danske Jumbobog på de danske kioskhylder. Onkel Joakims trillioner kom den til at hedde.
De første mange år blev Jumbobøgerne udgivet med skiftevis to sider i farver og to sider i sort-hvid. Dette skyldtes, at Mondadoris trykkeri brugte en gammeldags trykpresse, som kun kunne trykke i farver på den ene side af papiret. Det blev først ændret i 1988, da trykkeprocessen blev flyttet. Helt konkret var Jumbobog nr. 91 Anders And i Seoul den første med farver på alle sider og her begyndte man også traditionen med at bogryggene dannede et motiv for hver ti bøger. Fra nr. 231 Den næbbede papegøje danner bogryggene et langt motiv. I de første bøger var historierne kædet sammen via en mellemhistorie, men det gik man senere væk fra. Det bruges dog nogle gange stadig i de nyere bøger som i nr. 414: "80 År."
Udgivelsen af Disney-tegneserier har aldrig rigtigt været noget, som Disneykoncernen tog sig ret meget af, bortset fra for eksempel Floyd Gottfredson og Al Taliaferros dagstriber til de amerikanske aviser, som blev produceret for Disney-studierne, og en kortvarig periode i 1990'erne, hvor Disney pludselig selv ville prøve kræfter med at udgive tegneserier på det nordamerikanske marked. Dette blev dog forholdsvist hurtigt opgivet igen.
I Danmark var det Gutenberghus, som erhvervede retten til at udgive Disneyserier på tryk. Først med udgivelsen af det første Anders And & Co. i 1949, og herefter gik det bare bedre og bedre. Kvaliteten i de amerikanske serier fornægtede sig ikke, og snart solgte ugebladet så godt, at man var nødt til at begynde at producere sine historier selv hos det danske forlag. I 1960'erne begyndte så udgivelsen af Jumbobøgerne, produceret af den italienske Disney-licenshaver og forlagsvirksomhed Arnoldo Mondadori.
Salget gik strygende, og gennem årene har Egmont, som Gutenberghus nu hedder, udviklet sig til at blive dominerende på verdensplan indenfor udgivelser i de forskellige "Disney-kategorier". Ikke bare i Danmark (som "Egmont Serieforlaget") men i mere end 25 lande rundt omkring i Europa og i hele verden. Tillige har Egmont nu sin egen enorme produktion af tegneserier, sat i system med folk placeret rundt omkring i verden, under navnet Egmont Creative, eller "ECN". 
De ECN-producerede (D-kodede) historier til Jumbobøgerne bliver i dag skrevet på engelsk for at gøre arbejdet lettere for de mange oversættere, som så derefter oversætter teksterne til sprogene i de mangfoldige lande, som de bliver udgivet i. Størstedelen af tegnerne i dagens jumbobøger stammer fra Italien, men også spanske og enkelte danske tegnere, for eksempel Flemming Andersen, er at finde iblandt dem. Ideer og manuskripter varetages af en hær af kreative hjerner rundt om i verden, blandt andet optræder dansk-svenskeren Per-Erik Hedman og danskerne Thomas Schrøder og Lars Jensen som manuskriptforfattere. Det er i øvrigt noget relativt nyt, at den almindelige læser kan se, hvem der er ophavsmand til historie og tegninger, idet forlaget de første mange år udelod disse informationer. Denne tradition, man åbenbart har villet videreføre fra Western Publishing-dagene i 1940'ernes USA, da man heller ikke der valgte at kreditere folkene bag. I stedet signeredes hver histories begyndelse blot med varemærket "Walt Disney's".
Siden 1990 er der blevet udgivet 12-13 jumbobøger hvert år, som regel hver måned. Jumbobog nr. 100 kom i 1989, nr. 200 i 1998, nr. 300 i 2005, nr. 400 i 2013 og nr. 500 i 2021. De nyeste jumbobøger kan købes i forskellige kiosker og supermarkeder, mens de ældre kan købes i forskellige tegneseriebutikker som Faraos Cigarer.

## Titler
| Oversigt over jumbobøgerne |
| --- |
| 1. Onkel Joakims trillioner 2. Onkel Joakims skattejagt 3. Anders And i knibe... 4. Anders And i topform 5. Onkel Joakim jorden rundt 6. Anders And og Bjørnebanden 7. Onkel Joakim i hopla 8. Anders And klarer ærterne 9. Pas på pengene Onkel Joakim 10. Anders And vover livet 11. Kvikke Mickey 12. Onkel Joakim redder æren 13. Anders And – den frygtløse ridder 14. Rip, Rap og Rup gi'r aldrig op 15. Onkel Joakim i perlehumør 16. Bange Bjørnebanditter 17. Stakkels Onkel Anders 18. Anders And fægter sig frem 19. Anders Ands ønskedrøm 20. Onkel Joakims glæder og sorger 21. Gavmilde Onkel Joakim 22. Mickey Mouse for fuld musik 23. Anders And i centrum 24. Du er en nar, Anders And 25. Mickey Mouse på sporet 26. Anders Ands særeste historier 27. Anders And står til søs 28. Stålanden Anders 29. Mickey som detektiv 30. Anders And og alle vennerne 31. Anders And på et hængende hår 32. Anders And flyver i luften 33. Pas på ryggen Sorteper 34. Stålanden går i fælden 35. Spil op, Anders And 36. Verden rundt med Mickey Mouse 37. Ikke næbbet, Anders! 38. Anders And kommer ovenpå 39. På med hatten Mickey Mouse 40. Stålanden flyver igen 41. Anders And i søgelyset 42. Onkel Joakim – hvis penge kunne tale 43. Onkel Joakim på nye jagtmagter 44. Mickey Mouse på farten 45. Stålanden slår til 46. Anders And giver bolden op 47. Mickey holder dampen op 48. Anders And, dagens helt 49. Listige Mickey 50. Anders And går til filmen 51. Onkel Joakim og lykkemønten 52. Mickey Mouse i rummet 53. Fantastiske Anders And 54. Anders And maler byen rød 55. Mickey sprænger rammerne 56. Onkel Joakim fortæller 57. Tillykke Anders 58. En olympisk mester 59. Onkel Joakim på dybt vand 60. Penge på højkant 61. Anders And – fuld af narrestreger 62. Stålanden vinder altid 63. Hæng i, Anders 64. Så til søs, Anders 65. Anders i fin stil 66. Anders And, glade dage 67. Anders And, årets bilist 68. Anders And på sangskole 69. Anders som cowboy 70. Pas på bjørnen, Anders 71. Fluernes herre 72. Delfiner til salg 73. Fiskedysten 74. Onkel Joakim i indianerlejr 75. Hvad nu, Onkel Joakim? 76. Onkel Joakim på glatis 77. Anders And i modvind 78. Anders And på eventyr 79. Gi' den gas, Anders 80. Onkel Joakim har rejsefeber 81. Hjælp – det spøger! 82. Onkel Joakim ved roret 83. Tillykke unger! 84. Tåge-fyrsten vender tilbage 85. Mickey Mouse opdager Amerika 86. Stålandens kikkert 87. Det ser sort ud 88. Fuldmåneskyggen 89. EM-væddemål 90. Sikke en samling! 91. Anders And i Seoul 92. Tillykke Mickey 93. Onkel Joakim kommer til kort 94. Små slag, Mickey 95. Langt ude, Anders! 96. I Lovens navn 97. Onkel Joakim på vulkaner 98. Tilbage til fortiden 99. Hikkekuren 100. Nr. 100 101. Det store væddemål 102. Tarzand 103. Den falske tyv 104. En nøgleroman 105. Fægtemesteren 106. Stålanden på spanden 107. Terror i pengetanken 108. Tågesnak 109. Varulven er løs 110. Haj, Mickey! 111. Indianda And 112. Gal i skralden 113. Et spring af dimensioner 114. Drømmehulen 115. Pengenød 116. Det er fedt, Anders 117. Højt at flyve 118. Jagten på stjernehjulet 119. Hold fast, Anders! 120. Rivaler i Paris 121. Jagten på – ingenting! 122. Kom igen, Onkel Joakim! 123. Hjerteknuseren 124. Hold hovedet koldt, Anders 125. Miljøhelten 126. Forklædt som stjerne 127. En rigtig rystetur 128. Krystal-magi 129. Hvor er du, skat? 130. I totterne på Højben 131. En førsteklasses bandit 132. Stålanden i aktion 133. Vågn op, Anders! 134. Godt gået, Anders 135. Guld i sigte 136. Ud at køre med de... 137. Skattejagten 138. Stjernetur 139. Heldige Anders 140. Anders på opdagelse 141. Jeg, en over-and 142. Mickey, min helt! 143. Jubilæumsnummeret 144. Fed fremtid 145. Onkel Joakim punger ud 146. Vind i sejlet 147. Panik i pengetanken 148. Tankeoverføring 149. Onkel Joakim på spring 150. 150 151. Skattesmæk 152. Sure miner 153. Gode forbindelser 154. En slem krukke 155. Vampyrens hemmelighed 156. Lille gartner, hvad nu? 157. Operation Kaktus 158. Onkel Joakim går i luften 159. Stålanden i krise 160. Den tapre landsoldat 161. Verdens modigste and 162. Sømmet i bund, Anders 163. Gravrøverne 164. Storsvindlerne 165. Høj guldfeber 166. Anders i Hollywood 167. Rejsen til jordens indre 168. Asteroide-jagten 169. Styr dig, Anders! 170. Zarens kurér 171. Anders slår tonen an... 172. Mærk verden, Anders! 173. Tyven fra Bagdad 174. Anders Løveand 175. 175 176. Guldstøv på hjernen 177. Den mystiske planet 178. Bjørnebanditternes gyldne badedage 179. Den uheldige viking 180. Fremtidsbogen 181. Kampen på Olympen 182. Fortid tur/retur 183. Kuk i tyngdekraften 184. Jorden rundt på 80 måder 185. Døren til nye verdner 186. Guld og gammelt jern 187. Oraklets sendebud 188. Al Crapyles skat 189. To modige gringos 190. Spøg til side 191. Mareridt på Drømmeøen 192. Præmiegrisen 193. Jagten på sumpuhyret 194. Ren nedtur 195. Inka-skatten 196. Hvem jager hvem? 197. Kejser Joakim i knibe 198. På et hængende hår 199. Anders går til filmen 200. 200 201. Panik i Tågedalen 202. Mysteriet i spøgelsestoget 203. Spilopmageren 204. Panik i pengetanken 205. For fuld skrue 206. Den magiske tryllestav 207. Den gale professor 208. Det store opgør 209. Iskold skattejagt 210. De syv amuletter 211. I løvens gab 212. Anders And bryder isen 213. Ren jammer 214. Vulkanens hemmelighed 215. Heksedoktorens hævn 216. I Windigos magt 217. Alting går i fisk 218. Onkel Joakim i skudlinien 219. Ønskelyset 220. 5 x Anders 221. Sandfurien 222. Stålandens fødselsdag 223. Det vilde ræs 224. Kaos i kulden 225. Flugten fra år 2000 226. Mod nye mål 227. Den røde Pumpernickel 228. Hjælp søges 229. De magiske sten 230. Flænserne fra den ydre rum 231. Den næbbede papegøje 232. Folboldtosset 233. Nærkontakt af anden grad 234. Landet på den anden side 235. Olymisk ballade 236. Spøgelseshuset 237. Jagten på den sølvskællede skarabæ 238. Junglehelten 239. I banditternes vold 240. Istidsmissionen 241. Den gådefulde maske 242. Halløj på hotellet 243. Den glemte dal 244. Rablende gal 245. Ulve-anden 246. Blånæbs lykkemønt 247. Kampen om marken 248. Vilde Otto 249. Jagten på den blå regn 250. Mumien 251. Tidsdøren 252. Den store kriger 253. På sporet af en myte 254. Den store sensation 255. Hemmelige agenter 256. Ormehullet 257. En hård kamp 258. Roekrigen 259. Landevejsrøveren 260. En sikker vinder 261. Det fjerde ønske 262. Brændte fjer 263. Den magiske salve 264. Koks i Karrusellen 265. Nysekrigen 266. På fallitens rand 267. Uhyret fra den sorte lagune 268. Spøgelsesrotterne 269. Den sorte kugle 270. Ørkenvandringen 271. Havanden 272. Panik på Paradisæblevej 273. Vildanden Anders 274. Lykkebrillerne 275. Kaptajn Sortskæg 276. Den forsvundne stumfilm 277. Kongernes sværd 278. Mandarinen 279. Magiens mester 280. Fotokaos 281. Lotto-millionæren 282. Helt til rotterne 283. Vikinge-fejden 284. Af banen! 285. Anders den Glatte 286. En sand helt 287. Én på kassen 288. Tyggegummikongen 289. Den falske stemme 290. Tålmodigheds-eksperten 291. Bombizzen 292. Lyttebøfferne 293. Helt vildt 294. Stjerner for en aften 295. Sovetrynen 296. Stjernestyrken 297. Luftens Helte 298. Slughalsen 299. Dobbeltgængeren 300. 300 301. Ormeslottet 302. Krystalklare drømme 303. Farlig valuta 304. Superblufferen 305. Skatteopkræveren 306. Skraldebøtte truslen 307. Lykkebukserne 308. Venskabsfesten 309. Kampen i sumpen 310. Udekamp 311. Skrumpegassen 312. Forsvundet i Paradis 313. 313 314. Himmelsk rigdom 315. Mysteriet i Flækkeby 316. Mellem to hårde negle 317. En skræmmende arv 318. Dromedaren Kamelia 319. Kørt helt ud i tovene 320. Kort og brutal 321. Den fødte leder 322. Den forsvundne guldmine 323. Tag dig nu sammen! 324. Sørøverskatten 325. Strandløven 326. Turistfælden 327. TV-shoppen 328. Kong Anders 329. Afsløret! 330. Gravko-kaos 331. Et uheldigt opgør 332. Andland 333. Helt elektrisk 334. Pjækkesyg 335. Alkymisten 336. Opskriften på sejr 337. Slaget om Andeby' 338. Fyr den af, Anders! 339. Trange tider 340. Møntens magt 341. Farvesugeren 342. Musen, anden og skønheden 343. Tilbage til Bjørnebjerg 344. Hurtige penge 345. Stem på mig 346. En ulv efter pølser 347. Sendt til tælling 348. Kvik i pæren 349. En festlig anledning 350. Strandkaos 351. SOS 352. Ænder og dæmoner 353. Agent Dobbelt-A 354. Krise? Hvilken krise? 355. Robotrøverne 356. Kommer Julemanden? 357. Røveri i pengetanken 358. Min første million 359. Dræber-bamserne 360. Agent dobbelt-A slår til 361. Held... ...og uheld 362. Mååååål!! 363. AAAH... Sommer 364. Fritternes herre 365. Vampyren 366. Lækkert garn 367. Stålandens kærlighed 368. Rubiner i rummet 369. Den dæmoniske Hollænder 370. På glatis 371. Elektrisk kaos 372. Jægeren - og hans bytte 373. Nattens ridder 374. Piratens hævn 375. Kaos i knolden 376. Solstik 377. Robotjagten 378. Stålanden slår igen 379. And mod And - Farlige forretninger! 380. Agent dobbelt-A på mission 381. Højt spil 382. Dobbeltspil 383. Godt kørende 384. Hul i hukommelsen 385. Store planer 386. Fremtidens verden 387. Ænder i sort 388. Mesteren 389. Sommer og sol 390. OL-drama 391. Pølsekrigen 392. Gudernes hjelm 393. Jordens undergang 394. Drama i operaen 395. Vinterglæder 396. Held og uheld 397. Skymaskinen 398. Enkle glæder 399. Anders, Anders og Anders 400. 400 401. Bjørne-banden på rov 402. Sommerferie 403. Sommerglæder 404. Sommerdrøm 405. Lykkemønten 406. Galaktisk omvej 407. En uventet rejse 408. Kom bare ind! 409. Troldenes konge 410. Stålanden i sigte 411. Skurkene kommer! 412. Gentlemantyven Fabuland 413. Farlig mission! 414. 80 år 415. Sommerskatte 416. Skal du med? 417. Anders viser vej! 418. Farvekaos i Andeby 419. Plettede penge 420. Dommedagsbjerget 421. En anderledes helt 422. Årets fangst 423. Malteser-gråanden 424. Hexias seneste tricks 425. Superhelte 426. Moby Dick 427. Grilltid! 428. Ferietid! 429. Badeferie 430. Fart på! 431. Den farlige ø 432. Muhahahahaa! 433. Hårdt arbejde 434. Rumrejsen 2015 435. Sneboldkamp 436. Diamantfeber 437. Ved verdens ende 438. Magiske kræfter 439. Gode sager! 440. Mååål! 441. Havets glæder 442. Nyd livet! 443. Anders og hængekøjen 444. Find Anders 445. Den tapre ridder 446. 3 ... 2 ... 1 ... Fyr! 447. Total digital 448. Velkommen! 449. Gennembrud 450. Uhyggen breder sig 451. Privatdetektiv And 452. Tidspiraterne 453. Grillede ideer! 454. Smil til kameraet! 455. Badeænder 456. På nye eventyr! 457. Fyr og flamme 458. Sommerfuglejagt 459. Det store Andebyløb! 460. Guld og glæde 461. Stålanden på forbryderjagt 462. Iskoldt uheld 463. Farverig spænding 464. Ingen adgang! 465. På sporet 466. 50 år! 467. Udfordringer 468. Helt køligt! 469. Mystik på museet 470. Duften af penge! 471. Frankenand 472. Tillykke! 473. En anden virkelighed 474. Frosne beskeder 475. God bedring! 476. Grønspættebogen i fare 477. Slotsforvalter søges 478. 85 år 479. 50 år med Stålanden 480. Helt på Månen 481. På krydstogt 482. Agenten over dem alle 483. Ven eller fjende? 484. Dusørjagt i Berlin 485. Den store saga og andre historier! 486. Superungerne 487. Den rigeste and 488. Anders redder verden 489. Drømmeprinteren 490. Historien om Fabuland 491. Den vilde jagt 492. Ingen planer! 493. Smart nok? 494. Pas på! 495. Hvad sker der? 496. Ballade i Andeby 497. Pudsige pingviner 498. Stålandens skæbne 499. Det bedste i galaksen 500. 500 501. Græske guder og gode råd 502. Fodboldstjerner 503. Olympiske håb 504. Den skjulte ø 505. Destination: Jordens indre 506. Helte og mysterier 507. Bjørne-banden 70 år 508. Hexias barndom 509. Stålmobilen 510. På ski i Andeby 511. Pengetankens hemmeligheder 512. Vilde oplevelser 513. Tidsportalen 514. En hjælpende hånd 515. Varme dage 516. Ved havet! 517. En verdensomsejling under vand 518. Skurkejagt 519. Anders ass. træner 520. Gyldent jubilæum 521. Held i uheld 522. Hvor er sneen? 523. Eventyr i junglen 524. Stålandens hemmelighed 525. Grillmesteren fra Andeby 526. Det gamle tempels hemmelighed 527. Sommerdrømme 528. Ferieminder 529. Stålanden og Fabuland ser dobbelt! 530. På jagt efter lykkemønten 531. Spøgende spøgelser 532. Mesterskurken 533. Mysteriet på slottet 534. Det antikke isfort 535. Guldtårnet 536. Nautilus vender tilbage! 537. Skildpaddeøerne 538. Fodboldfeber! 539. Strandfesten 540. Sjov på stranden 541. Den store e-sport-finale! 542. Kampen om Mars! 543. Den magiske bog 544. Onkel Joakim og uendelighedsmønten 545. Pist ... væk! 546. Dinoer i Andeby 547. Sandokand Søfareren 548. Fantastiske fantasilliarder 549. Mission: Dobbeltspil! 550. Hvad nu hvis ...? 551. En andtastisk sommer! |

## Specielle bøger
Udover de almindelige jumbobøger er der udgivet en række specielle ekstra bøger i forskellige anledninger, for eksempel en mellem 155 og 156 med titlen Hurra for Anders And i anledning af Anders Ands 60 års fødselsdag i 1994 og en mellem 315 og 316 med titlen Skattekisten. Denne bog blev udgivet i forbindelse med Egmonts 100 års jubilæum som tegneserieudgiver (1906-2006).